# Passiflora trisecta
Passiflora trisecta är en passionsblomsväxtart som beskrevs av Maxwell Tylden Masters. Passiflora trisecta ingår i släktet passionsblommor, och familjen passionsblomsväxter. Inga underarter finns listade i Catalogue of Life.